# Pequeña Habana

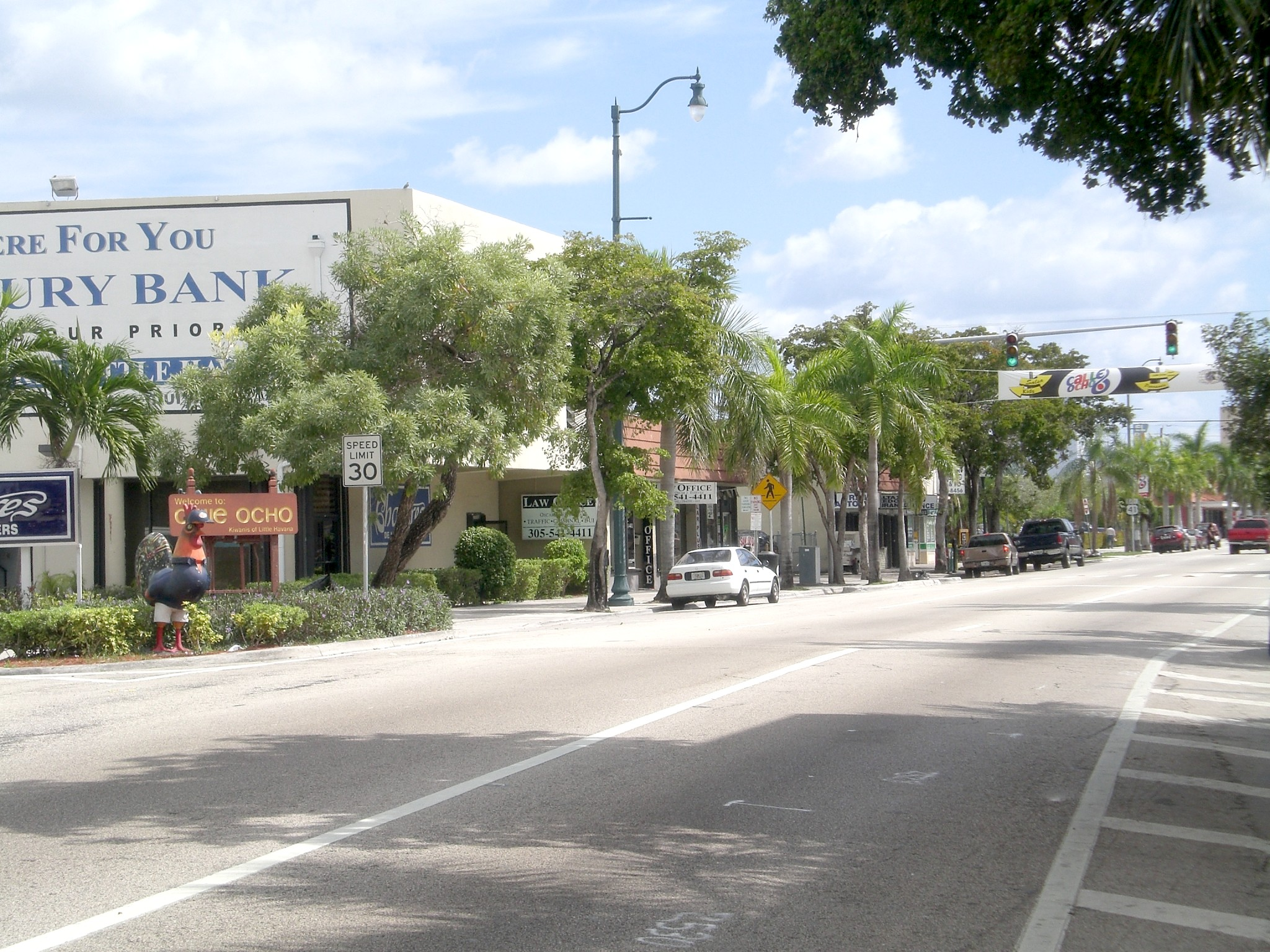
Vista de la calle Ocho

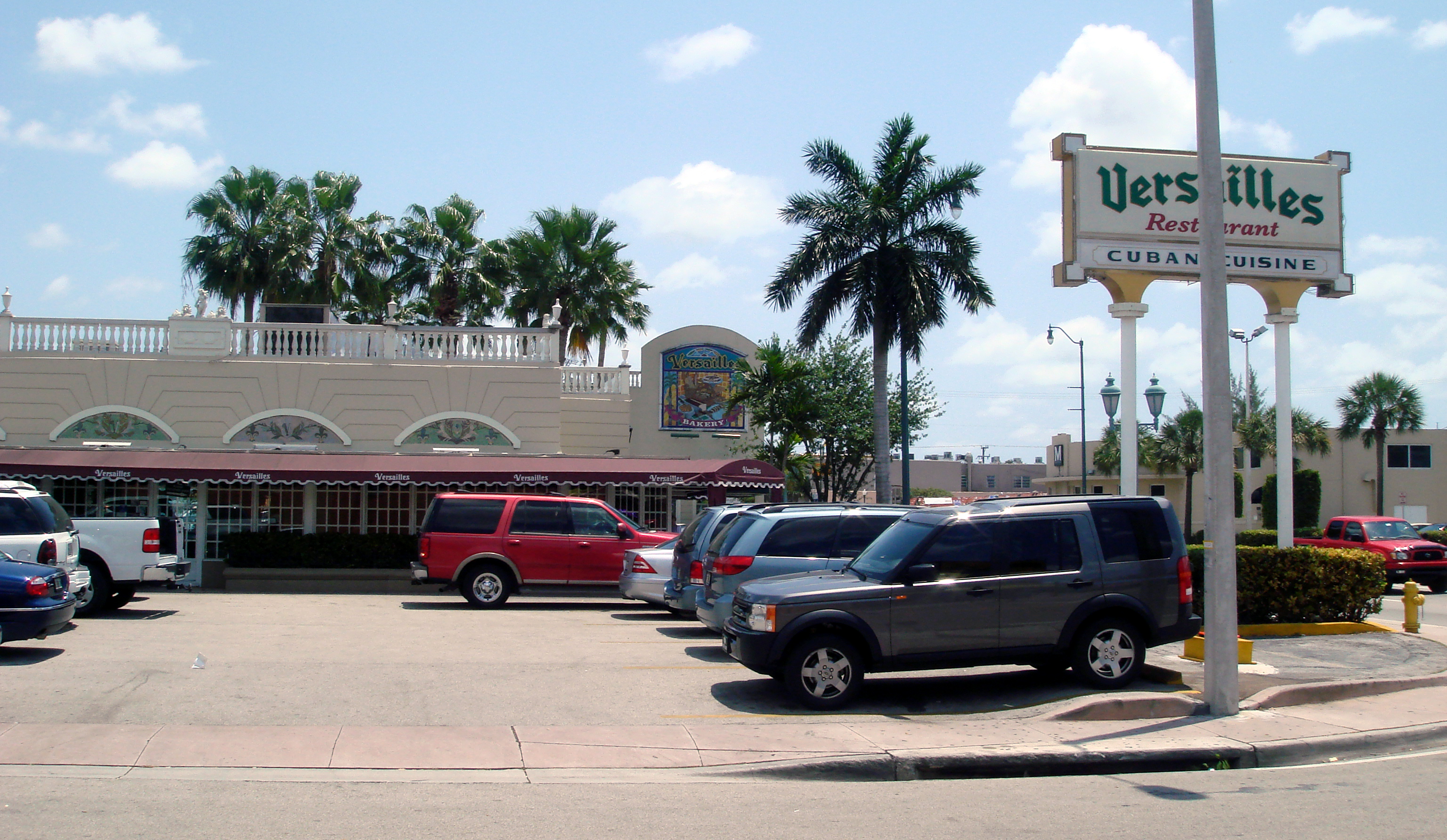
Versailles Restaurant, centro patriótico y cultural del exilio.

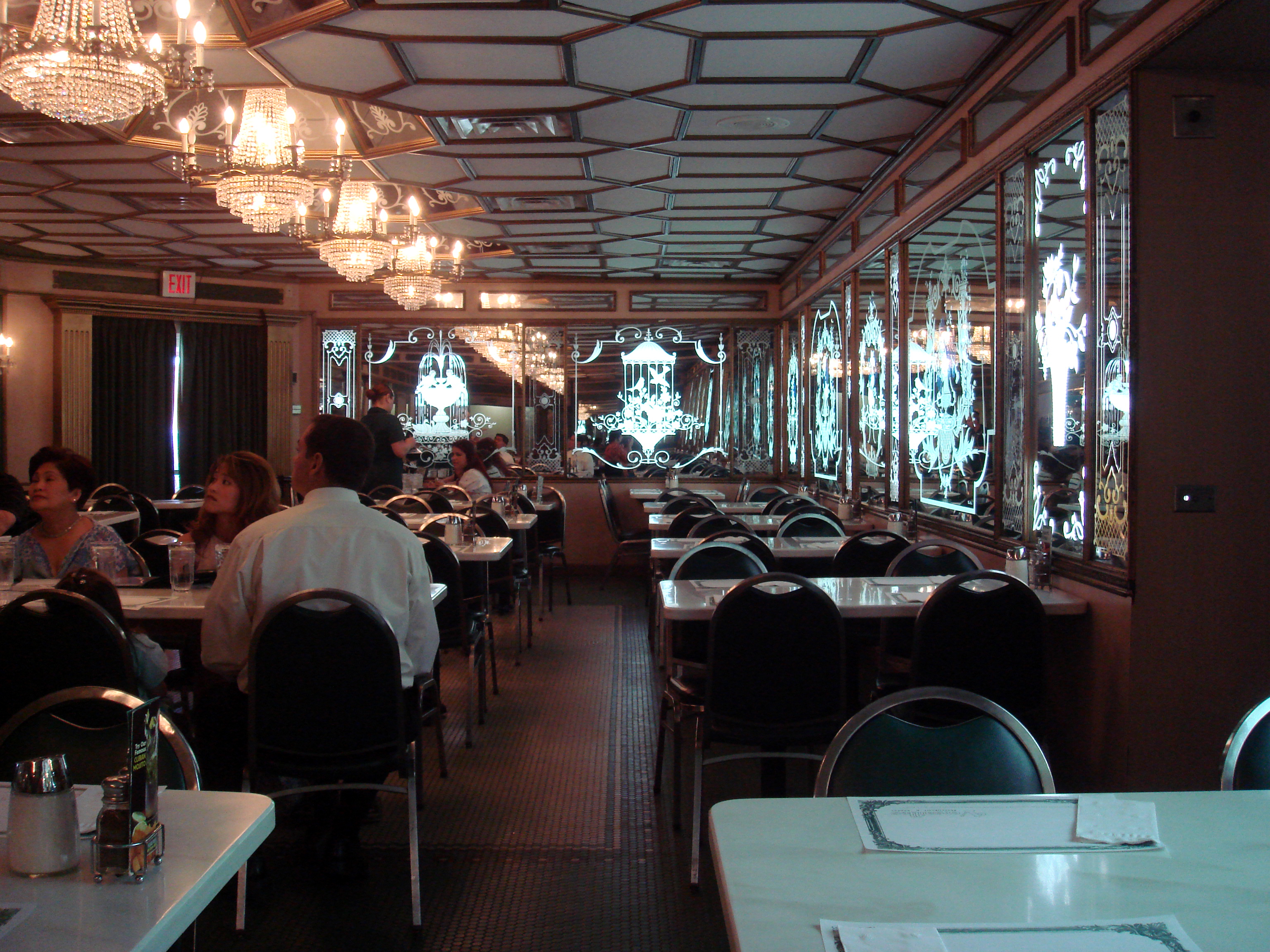
El interior del restaurante de Versailles.

El Teatro Tower.

Pequeña Habana (Little Havana) es un popular barrio de Miami, Florida, Estados Unidos, dentro del condado de Miami-Dade. En él viven gran cantidad de inmigrantes cubanos exiliados de la Revolución cubana que comenzaron a llegar en la década de 1960. Limita con el río Miami, la autopista I-95 y Brickell.
Actualmente, la Pequeña Habana es un reclamo cultural para la comunidad cubana en los Estados Unidos, en donde se recrea el estilo de vida de su país natal. Los principales comercios se encuentran a lo largo de la calle Ocho (Eighth Street) que posee su propio Paseo de la Fama con estrellas para Celia Cruz, Willy Chirino y Gloria Estefan entre otros artistas cubanos del exilio.

## Historia

### Orígenes
Originalmente un próspero barrio judío sureño de clase media baja en la década de 1930, "Pequeña Habana" surgió en la década de 1960 cuando la concentración de cubanos en el área creció considerablemente. Hoy, "Pequeña Habana" se refiere al vecindario que se encuentra inmediatamente al oeste del centro de Miami , que se extiende hacia el oeste desde el río Miami por aproximadamente dos millas y media. Este apodo se aplicó a los barrios de Shenandoah y Riverside en la década de 1960, tras el comienzo de una gran afluencia de refugiados cubanos allí. La Pequeña Habana es famosa como la capital cultural y política de los cubanoamericanos., y el barrio es un centro de la comunidad de exiliados cubanos.

### Solidificación cubana
En la década de 1960, la cantidad de cubanos que huían del régimen castrista hizo que la zona se convirtiera en un hervidero de actividad contrarrevolucionaria. Los residentes que llegaban esperaban que su estadía en Miami fuera temporal, con la esperanza de que Fidel Castro fuera depuesto. Para 1970, el barrio era más del 85% cubano; en lugar de regresar a La Habana, donde Castro permaneció en el poder, los cubanoamericanos comenzaron a establecerse permanentemente en los barrios de Miami. La Pequeña Habana, sin embargo, siguió siendo el principal punto de llegada de nuevos inmigrantes y un bastión para las empresas de propiedad cubana.

## Cultura

### Festival de la calle Ocho
Anualmente se celebra el Festival de la Calle Ocho un carnaval caribeño con una asistencia de más de un millón de personas. El 13 de marzo, su fila de la conga entró en el Libro Guinness de los récords.

### Sitios turísticos
Entre sus atracciones turísticas está el Cine Teatro Tower, el festival artístico de los viernes culturales, el parque del dominó y los restaurantes, como el Versailles, en los que se pueden tomar platos típicos cubanos, como los plátanos maduros, la palomilla, la ropa vieja, la vaca frita, las masitas de puerco, los moros y cristianos, el sándwich cubano, el sándwich Elena Ruz de pavo y mermelada, el tostón, el mojito y el cortadito (café cortado o café con leche y flan), etc.

### Museos e historia
Empezando en la calle Ocho se encuentra el parque de la Memoria Cubana, un parque lineal que contiene numerosas esculturas, estatuas y monumentos que conmemoran a la comunidad cubana de Miami, eventos históricos como la invasión de bahía de Cochinos de 1961 e ilustres cubanos como el poeta José Martí. Más al sur del parque se encuentra el Museo de la Diáspora Cubana.

## Demografía
Tiene una población de aproximadamente 90.000 habitantes, en su mayoría latinoamericanos, con una mayor presencia de cubanos, seguidos por colombianos, dominicanos y nicaragüenses.

## Educación
Escuelas de las Escuelas Públicas del Condado de Miami-Dade (MDCPS):
- Academia Preparatoria para Mujeres Jóvenes

## Personajes famosos
- Armando Christian Pérez, cantante, más conocido como Pitbull.